# ミロン2世・ド・モンレリ
ミロン2世・ド・モンレリ（Milon II de Montlhéry, ? - 1118年）は、ブレ領主、モンレリ領主（在位：1109年 - 1118年）およびトロワ副伯。ミロン1世・ド・モンレリの息子で、ギー2世・ド・モンレリの弟。

## 生涯
ミロン2世は当初、シャンパーニュ地方のブレ＝シュル＝セーヌの領主であった。1105年、フランス王ルイ6世の婚約者であった従姉妹のリュシエンヌ・ド・ロシュフォールが住んでいた兄ギー2世の城モンレリを攻撃した。ミロン2世は城を占領したが、キープを占領することはできなかった。すぐにルイ6世が包囲を解くために到着し、ミロン2世は撤退を余儀なくされた。
兄ギー2世の死を受けて、ミロン2世とその従兄弟ユーグ・ド・クレシーは領主権を主張した。ルイ6世はそれをミロン2世に与えたが、ミロン2世は1113年にブロワ伯ティボー4世とともに反乱を起こした。ミロン2世は十字軍のブロワ伯エティエンヌ2世とその妃アデル・ド・ノルマンディーの娘アデライード・ド・ブロワと結婚した。この結婚はブロワ伯妃アデルが交渉した条約の結果であった。ミロン2世はルイ6世と対抗するためアデルを支援し、その見返りにアデライードと結婚することになっていた。この結婚により、ミロン2世はトロワ副伯に任ぜられた。しかし、ミロン2世はまだ結婚していたため、アデライードとの結婚は無効となった。1118年、ユーグ・ド・クレシーはミロン2世を暗殺することでモンレリを得られなかったことに対する復讐を果たした。ミロン2世の死後、ルイ6世はモンレリをフランス王領の一部とした。